# Orthotrichum cupulatum
Orthotrichum cupulatum là một loài Rêu trong họ Orthotrichaceae. Loài này được Hoffm. ex Brid. mô tả khoa học đầu tiên năm 1801.